# Tubelo-interstitiella sjukdomar
Tubelo-interstitiella sjukdomar är en sjukdomsgrupp som innefattar sjukdomar som påverkar tubuli i njuren och det omkringliggande områdena (interstitiet). Hög kaliumhalt i urinen och acidos och andra abnorma elektrolytförhållanden förekommer ofta. Molekyler med låg molekylvikt förekommer i urinen, dock inte albumin som har högre molekylvikt.